# Киселиха (Бор)
Киселиха (рос. Киселиха) — селище станції в Борському міському окрузі Нижньогородської області Російської Федерації.
Населення становить 77 осіб. Входить до складу муніципального утворення Міський округ місто Бор.

## Історія
Від 2010 року входить до складу муніципального утворення Міський округ місто Бор.

## Населення
| 2002 | 2010 |
| ---- | ---- |
| 95   | ↘77  |